# Paolo Rossi (football)
Pour les articles homonymes, voir Rossi et Paolo Rossi.
Paolo Rossi, né le 23 septembre 1956 à Prato en Toscane et mort le 9 décembre 2020 à Sienne, est un footballeur international italien, évoluant au poste d'attaquant.
Impliqué en 1980 dans le Scandale du totonero, il est suspendu deux ans avant de rejoindre l'équipe d'Italie pour disputer la Coupe du monde 1982 en Espagne qu'elle remporte grandement aidée par ses talents de buteur. Il termine Soulier d'or (meilleur buteur) et est élu meilleur joueur de la compétition, en signant notamment un triplé qui élimine le Brésil au deuxième tour (3-2), en marquant les deux buts de la demi-finale face à la Pologne (2-0) et en ouvrant le score en finale devant l'Allemagne (3-1). À la fin de l'année 1982, il est élu Ballon d'or devant Alain Giresse et son coéquipier à la Juventus, Zbigniew Boniek. Avec le club turinois où évolue à la même époque Michel Platini, il est notamment deux fois champion d'Italie et vainqueur de la Coupe d'Europe des clubs champions 1985.
Il fait partie de la liste « FIFA 100 » des 125 plus grands footballeurs vivants établie par Pelé en 2004.

## Biographie

### Carrière en club

#### Le début de carrière (1973-1980)
Durant ses jeunes années, Rossi joue dans le petit club de Santa Lucia (club local de son quartier natal à Prato). Il signe à douze ans dans le club de Virtus Catollica avant d'être repéré par les recruteurs de la Juventus, à l'époque Luciano Moggi et le manager général du club Italo Allodi qui le font venir à 16 ans dans la capitale du Piémont.
Ses premiers mois au sein des équipes de jeunes de la Vieille Dame sont marqués par une série de blessures (trois opérations au ménisque notamment en 1972 et 1973) qui retardent son éclosion au sein de cette équipe turinoise qui brille particulièrement au début des années 1970. Le jeune Paolo Rossi débute finalement avec l'équipe première le 1er mai 1974 lors d'un match de coupe d'Italie face à l'AC Césène (victoire 1-0). Après deux apparitions sous le maillot turinois la saison suivante, il est prêté au Calcio de Côme à l'été 1975. Le 9 novembre 1975, il joue son premier match contre Pérouse (défaite 2-0). Au cours de cette année, il ne parvient pas à s'imposer, handicapé par les blessures, ne jouant que six matches sous le maillot bleu clair des Lombards.
À la fin de cette saison, il est cédé (en copropriété) à Vicence qui évolue en Serie B pour 95 millions de lires. Alors qu'il joue ailier, Giovan Battista Fabbri (it), l'entraineur de Vicence décide de le replacer comme attaquant central pour pallier la défaillance du principal attaquant de l'équipe, Alessandro Vitali, au rendement jugé insuffisant. Doté d'un remarquable sens du but, Rossi explose à ce poste et marque 21 buts en 36 matches dès sa première saison, devenant le meilleur buteur de la division. Grâce à ses buts, Vicence est champion de Serie B à la fin de la saison 1976-1977 et accède à la Serie A.
Ayant la possibilité de le faire revenir Rossi, la Juventus choisit d'acheter Pietro Paolo Virdis en provenance du Cagliari Calcio. Continuant sur sa lancée, Rossi accumule les buts en première division et remporte son premier titre de meilleur buteur de Serie A, ou Capocannoniere, au terme de la saison 1977-1978 avec un total de 24 buts. Il est le premier joueur dans l'histoire du football italien à enchaîner deux titres de meilleur buteur en Serie B puis Serie A. Le promu et son buteur impressionnent les observateurs du football italien en devenant le dauphin de la Juventus dès leur retour en première division.
Par ses performances, Rossi attire naturellement l'attention du sélectionneur italien Enzo Bearzot qui fait appel à lui pour la première fois en décembre 1977 pour un match amical en Belgique. Il a alors 21 ans. En mai 1978 et après seulement deux sélections, il est retenu pour faire partie du groupe italien pour la Coupe du monde 1978 en Argentine, compétition au cours de laquelle il marque trois buts et offre deux passes décisives. La Squadra Azzurra obtient la quatrième place, battue 2-1 par le Brésil lors de la petite finale.
Avant son départ pour la Coupe du monde en Argentine, Rossi est au cœur d'un scandale entre les deux clubs qui le « possède » en copropriété, la Juventus et Vicence, après la fin du contrat liant les trois parties à la fin de la saison 1977-1978. Pour savoir à qui appartiendra le joueur, les présidents des deux clubs proposent (à bulletin secret) une indemnité de transfert à l'autre club. À la surprise générale, le président de Vicence propose la somme de 2 milliards 612 millions et 510 lires (soit près de dix millions de francs français, une somme record en Italie à l'époque) contre « seulement » 875 millions de lires pour le président turinois. Le contrat de Rossi est donc valorisé à plus de 5 milliards de lires soit bien au-delà du précédent transfert record en Italie, celui de Giuseppe Savoldi pour 2 milliards de lires par le Napoli. Ces sommes provoquent un tollé dans l'opinion et dans le monde du football italien au point de voir le président la Fédération d'Italie de football démissionner. Rossi reste donc finalement à Vicence mais subit une énorme désillusion au cours de cette saison 1978-1979 post-Coupe du monde. Les rouge et blancs ne confirment en effet pas leur deuxième place de l'exercice précédent et terminent à une catastrophique quatorzième place au classement, qui les condamnent à la Serie B. Les quinze buts de Rossi (deuxième meilleur buteur derrière Bruno Giordano) n'ont pas suffi. Pour raison économique, les Biancorossi sont forcés de libérer leur perle rare.
Après un refus de la part du joueur de partir à Naples, les dirigeants de Vicence proposent à Pérouse le prêt payant du joueur pour deux saisons. Les deuxièmes du championnat 1978-1979 acceptent et le Toscan pose ses valises en Ombrie durant l'été 1979. La première saison à Pérouse de Rossi est plutôt bonne puisqu'il inscrit 13 buts en 28 matches. Son équipe termine néanmoins à une décevante neuvième place. Alors que la saison n'est pas encore finie, éclate le 1er mars 1980 l'affaire dite du Totonero.

#### L'affaire du Totonero (1980-avril 1982)
Le scandale éclate en mars 1980 à la suite du témoignage d'un commerçant, Massimo Cruciani, qui affirme que plusieurs matches du championnat italien, dont Lazio-Milan AC du 6 janvier 1980 et Avellino-Pérouse le 30 décembre 1979 ont été truqués. Une trentaine de joueurs ayant participé à ces matches sont accusés de s'être entendus pour arranger les résultats des matches et s'enrichir ainsi en pariant sur leurs propres performances chez des bookmakers clandestins. Une immense enquête est lancée et aboutit finalement à de lourdes condamnations : le Milan AC et la Lazio sont relégués en Serie B à l'issue de la saison 1979-1980 alors que plusieurs clubs dont Bologne, Avellino et Pérouse sont condamnés à des retraits de points pour l'exercice suivant.
Plusieurs joueurs sont en outre lourdement condamnés à titre individuel par la justice sportive. Paolo Rossi, qui a participé à Avellino-Pérouse, est condamné en première instance à trois ans de suspension, une des plus lourdes condamnations dans cette affaire. Il est accusé d'avoir touché 8 millions de lires avec trois de ses coéquipiers pour arranger ce match et le faire aboutir à un match nul (score final : 2-2). Rossi ne cessera de clamer son innocence. Durant sa suspension (ramenée plus tard à deux ans), l'attaquant de la Squadra qui vit à Vicence, a le soutien des amateurs de football italien et de la presse qui voient en lui une victime condamnée pour l'exemple par la justice sportive et civile. L'absence d'une loi spécifique aux paris sportifs et la difficulté de démontrer l'escroquerie aux dépens de Cruciani et Trinca éviteront des peines de prison aux joueurs incarcérés pendant quelques jours à Regina Coeli. Sportivement, en revanche, ce sera un tout autre son de cloche : le Milan et la Lazio sont envoyés en Serie B, Giuseppe Wilson, Massimo Cacciatori et Enrico Albertosi radiés à vie, les autres joueurs punis de peines allant de quelques mois à six ans de suspension. L'un d'eux, Paolo Rossi, reviendra juste à temps en avril 1982 à quelques mois de la Coupe du monde pour être sacré champion du monde en 1982 ! Paolo Rossi a alors 25 ans.

#### Les années Juventus (1982-1985)
Alors qu'il est encore sous le coup de sa suspension, Paolo Rossi signe pour la Juventus Football Club, club de ses débuts. Il retrouve les terrains le 15 avril 1982 et participe aux trois derniers matches (un but) de la Juventus qui obtient cette saison-là le vingtième scudetto de son histoire (il joue son premier match de Serie A avec les juventini lors d'une victoire à l'extérieur 5-1 contre l'Udinese le 2 mai). À la surprise des observateurs et malgré le scepticisme des amateurs de football auprès desquels il est resté très populaire, l'attaquant turinois est sélectionné par Enzo Bearzot pour participer à la Coupe du monde 1982 en Espagne. Auteur de six buts (dont trois face au Brésil, il faudra attendre 30 ans pour qu'un autre joueur, en l'occurrence Lionel Messi, marque trois buts contre le Brésil), il revient de ce tournoi auréolé du titre de champion du monde, de meilleur joueur et de meilleur buteur de la compétition. Cette performance inattendue lui vaut d'être élu Ballon d'or de l'année 1982 par le magazine France Football.
De retour de la campagne victorieuse en Espagne, ses performances sont intéressantes mais pas aussi flamboyantes qu'avant 1980 et sa suspension. Il décroche ainsi le titre de meilleur buteur de la Coupe d'Europe des clubs champions 1983 avec six buts, compétition où la Juventus atteint la finale (vaincu 1-0 par Hambourg à Athènes). Cette saison est quasi blanche pour les Turinois qui ne remportent cette année-là "que" la Coupe d'Italie. En championnat, il ne marque que 7 buts en 23 apparitions mais il est, avec Zbigniew Boniek et surtout Michel Platini tout juste débarqué de Saint-Étienne l'un des membres de la redoutable et très crainte attaque de la Juventus. En quelques mois, l'équipe piémontaise remplit la vitrine à trophées en remportant le championnat d'Italie, la Supercoupe de l'UEFA 1984 et la Coupe des coupes en 1984 gagné à Bâle face au FC Porto (2-1).
La saison suivante, il décroche une nouvelle victoire en Coupe d'Europe en remportant la plus grande compétition européenne, la Coupe d'Europe des clubs champions 1985. Il dispute 89 minutes de la dramatique finale de cette édition disputée face à Liverpool le 29 mai 1985 au stade du Heysel (pour ce qui restera son dernier match avec les Bianconeri). Pénalisé par les blessures (au genou notamment), Rossi est de moins en moins efficace en championnat : jouant 27 matches, il n'inscrit que 3 buts. À l'été 1985, il décide alors de rejoindre l'un des grands rivaux de la Juventus, le Milan AC, qui a comme président Giuseppe Farina, que Rossi a connu à ce poste à Vicence.

#### La fin de carrière (1985-1987)
Toujours handicapé par les blessures, son passage à Milan est un échec. Il n'inscrit que deux buts en vingt matches de Serie A. Il est pourtant sélectionné pour la Coupe du monde au Mexique, mais ne joue aucune minute avec la Squadra Azzurra.
Après une seule saison, il quitte la Lombardie et signe à 30 ans à l'Hellas Vérone. Cette saison 1986-1987 est très bonne pour ce petit club qui parvient à terminer à la quatrième place du classement final. Paolo Rossi joue peu (20 matches) et marque 4 buts (dont 3 penalties). Il y annonce sa retraite sportive en fin d'année, à l'aube de ses 31 ans (avec en tout 215 matchs de Serie A et 82 buts en première division à son actif), et quitte le monde du football sans chercher à se reconvertir dans l'encadrement.

### Carrière en sélection
Après deux très belles saisons à Lanerossi Vicence avec qui il marque 45 buts en deux éditions, et 10 sélections avec les Espoirs, Paolo Rossi joue à 21 ans son premier match avec la Squadra Azzurra le 21 décembre 1977 lors d'une rencontre amicale à Liège contre la Belgique (victoire des Italiens 1-0).
Retenu par Enzo Bearzot pour disputer la Coupe du monde, il fait partie de l'équipe-type du sélectionneur au début de la compétition. Son entente avec Roberto Bettega et Franco Causio fait des étincelles à la pointe de l'attaque et Rossi se révèle à la face du Monde avec trois buts et quatre passes décisives lors du tournoi. Il inscrit d'ailleurs le premier but de sa carrière internationale contre la France le 2 juin 1978 à Mar del Plata lors du match inaugural du groupe 1. Les Italiens terminent ce tournoi à une honorable quatrième place, éliminés lors de la seconde phase de poule et battu pour la troisième place par le Brésil 2 buts à 1.
Après ce tournoi réussi, il semble parti pour s'imposer longuement au sein de cette équipe. Il est ainsi appelé régulièrement par Bearzot de 1978 à 1980 (10 sélections, 4 buts) et est pré-sélectionné pour le Championnat d'Europe de football 1980 organisé en Italie. L'affaire du Totonero dans lequel il est impliqué, et la condamnation qui s'ensuit, l'empêche d'y participer.
De retour sur les terrains en avril 1982, après sa suspension de deux ans, Enzo Bearzot le convoque deux mois plus tard à la surprise générale pour la Coupe du monde 1982. Dans une interview, le sélectionneur national se justifie : « Je savais que si Rossi n'était pas en Espagne, je n'aurais pas de joueur opportuniste dans la surface de but. Dans cette zone, il était vraiment bon, rapide, toujours prêt à réaliser la bonne feinte ». Il retrouve donc la sélection lors d'un match de préparation face à la Suisse le 28 mai 1982 à Genève (1-1).
Malgré son manque de rythme, Rossi apparait dans l'équipe-type de Bearzot pour le début de la compétition et cela malgré le scepticisme des fans de l'équipe d'Italie. Les premiers matches de poule leur donnent raison, Rossi étant totalement transparent lors des rencontres face à la Pologne (0-0), au Pérou (1-1) et au Cameroun (1-1). Il n'inscrit aucun but lors de cette phase ou l'Italie passe seulement à la différence de buts. Bearzot s'obstine à le titulariser lors de la deuxième phase du tournoi et cela malgré les critiques assassines de la presse transalpine. Rossi lui donne finalement raison en réussissant un triplé lors de la victoire décisive de la Squadra Azzurra 3 buts à 2 face au Brésil qui lui permet d'accéder aux demi-finales. Face à la Pologne (2-0), l'attaquant de la Juventus brille encore en réussissant un doublé. L'Italie est finalement sacrée pour la troisième fois championne du monde après sa victoire en finale face à la RFA (3-1). Le Toscan inscrit le premier but de la rencontre à la 56e minute. Malgré son départ poussif, Pablito (surnom reçu au cours de la compétition) termine meilleur buteur du tournoi (6 buts).
Le 11 mai 1986, il connait à 30 ans la dernière sélection de sa carrière face à la Chine (2-0) à Naples en match amical. Quelques semaines plus tard, il est au Mexique et fait partie des joueurs invités à disputer la phase finale de la Coupe du monde mais il ne participe à aucune rencontre.
En neuf ans, il aura connu 48 sélections et marqué 20 buts (neuf en phase finale de Coupe du monde), dont 27 matchs et 13 buts durant sa période avec la Juventus.
Il compte également une sélection en équipe d'Europe (en 1982) ainsi que deux sélections en équipe FIFA (en 1979 et en 1986).

### Vie personnelle
- En août 1990, il est nommé vice-président de l'Associazione Sportiva Pescina Valle del Giovenco, club de Lega Pro Prima Divisione (3e division italienne), poste qu'il occupa jusqu’à son décès.
- Sur le plan des affaires, il gère depuis la fin de sa carrière une société immobilière avec Giancarlo Salvi l'un de ses anciens coéquipier à Vicence. En parallèle, il intervient depuis quelques années sur la chaine italienne, Sky TV.
- Paolo Rossi a été candidat aux élections européennes sous l'étiquette de Alliance nationale, parti de l’extrême-droite italienne.
- Le 10 juillet 2010, à 54 ans il épouse la journaliste Federica Cappelletti 38 ans, avec qui il aura deux filles, Maria Victoria et Sofia Elena. Il a également un fils, Alessandro né en 1982, issu de son précédent mariage avec Simonetta Rizzato.
- En 2002, il publie son autobiographie Ho fatto piangere il Brasile; avec Federica Cappelletti il publie en 2012, 1982. Il mio mitico mondiale et en 2019, Quanto dura un attimo: La mia autobiografia con Federica Cappelletti.
- Rossi est un passionné de plongée sous-marine.
- En 2011 il est candidat lors de la 7e saison de Ballando con le stelle.

### Décès
Paolo Rossi est mort à l'hopital Le Scotte de Sienne dans la soirée du 9 décembre 2020 à l'âge de 64 ans d'une tumeur du poumon,,.

## Statistiques
Sources,, :
| Saison                | Club                  | Championnat           | Championnat | Championnat | Coupe(s) nationale(s) | Coupe(s) nationale(s) | Compétition(s) continentale(s) | Compétition(s) continentale(s) | Compétition(s) continentale(s) | Supercoupe UEFA | Supercoupe UEFA | Italie | Italie | Total | Total |
| Saison                | Club                  | Division              | M.          | B.          | M.                    | B.                    | Comp.                          | M.                             | B.                             | M.              | B.              | M.     | B.     | M.    | B.    |
| 1973-1974             | Juventus              | Serie A               | -           | -           | 1                     | 0                     | -                              | -                              | -                              | -               | -               | -      | -      | 1     | 0     |
| 1974-1975             | Juventus              | Serie A               | -           | -           | 2                     | 0                     | -                              | -                              | -                              | -               | -               | -      | -      | 2     | 0     |
| Sous-total            | Sous-total            | Sous-total            | -           | -           | 3                     | 0                     | -                              | -                              | -                              | -               | -               | -      | -      | 3     | 0     |
| 1975-1976             | Calcio Côme (prêt)    | Serie A               | 6           | 0           | -                     | -                     | -                              | -                              | -                              | -               | -               | -      | -      | 6     | 0     |
| Sous-total            | Sous-total            | Sous-total            | 6           | 0           | -                     | -                     | -                              | -                              | -                              | -               | -               | -      | -      | 6     | 0     |
| 1976-1977             | Lanerossi Vicence     | Serie B               | 36          | 21          | 5                     | 2                     | -                              | -                              | -                              | -               | -               | -      | -      | 41    | 23    |
| 1977-1978             | Lanerossi Vicence     | Serie A               | 30          | 24          | 4                     | 2                     | -                              | -                              | -                              | -               | -               | 9      | 3      | 43    | 29    |
| 1978-1979             | Lanerossi Vicence     | Serie A               | 28          | 15          | 3                     | 2                     | C3                             | 1                              | 0                              | -               | -               | 5      | 4      | 37    | 21    |
| Sous-total            | Sous-total            | Sous-total            | 94          | 60          | 12                    | 6                     | -                              | 1                              | 0                              | -               | -               | 14     | 7      | 121   | 73    |
| 1979-1980             | Pérouse (prêt)        | Serie A               | 28          | 13          | 4                     | 0                     | C3                             | 4                              | 1                              | -               | -               | 5      | 0      | 41    | 14    |
| Sous-total            | Sous-total            | Sous-total            | 28          | 13          | 4                     | 0                     | -                              | 4                              | 1                              | -               | -               | 5      | 0      | 41    | 14    |
| 1981-1982             | Juventus              | Serie A               | 3           | 1           | -                     | -                     | -                              | -                              | -                              | -               | -               | 8      | 6      | 11    | 7     |
| 1982-1983             | Juventus              | Serie A               | 23          | 7           | 11                    | 5                     | C1                             | 9                              | 6                              | -               | -               | 6      | 0      | 49    | 18    |
| 1983-1984             | Juventus              | Serie A               | 30          | 13          | 7                     | 0                     | C2                             | 9                              | 2                              | -               | -               | 7      | 5      | 53    | 20    |
| 1984-1985             | Juventus              | Serie A               | 27          | 3           | 6                     | 2                     | C1                             | 9                              | 5                              | 1               | 0               | 6      | 2      | 49    | 12    |
| Sous-total            | Sous-total            | Sous-total            | 83          | 24          | 24                    | 7                     | -                              | 27                             | 13                             | 1               | 0               | 27     | 13     | 162   | 57    |
| 1985-1986             | Milan AC              | Serie A               | 20          | 2           | 3                     | 1                     | C3                             | 3                              | 0                              | -               | -               | 2      | 0      | 28    | 3     |
| Sous-total            | Sous-total            | Sous-total            | 20          | 2           | 3                     | 1                     | -                              | 3                              | 0                              | -               | -               | 2      | 0      | 28    | 3     |
| 1986-1987             | Hellas Verone         | Serie A               | 20          | 4           | 7                     | 3                     | -                              | -                              | -                              | -               | -               | -      | -      | 27    | 7     |
| Sous-total            | Sous-total            | Sous-total            | 20          | 4           | 7                     | 3                     | -                              | -                              | -                              | -               | -               | -      | -      | 27    | 7     |
| Total sur la carrière | Total sur la carrière | Total sur la carrière | 251         | 103         | 53                    | 17                    | -                              | 35                             | 14                             | 1               | 0               | 48     | 20     | 388   | 154   |

## Palmarès

### En club
| Lanerossi Vicence - Championnat d'Italie D2 (1) : - Champion : 1976-77                                                                                      |  | Juventus \| - Championnat d'Italie (2) : - Champion : 1981-82 et 1983-84. - Coupe d'Italie (1) : - Vainqueur : 1982-83. - Coupe des coupes (1) : - Vainqueur : 1983-84. \| \| - Supercoupe d'Europe (1) : - Vainqueur : 1984. - Coupe des clubs champions (1) : - Vainqueur : 1984-85 \| |  | Italie - Coupe du monde (1) : - Vainqueur : 1982 |
| - Championnat d'Italie (2) : - Champion : 1981-82 et 1983-84. - Coupe d'Italie (1) : - Vainqueur : 1982-83. - Coupe des coupes (1) : - Vainqueur : 1983-84. |  | - Supercoupe d'Europe (1) : - Vainqueur : 1984. - Coupe des clubs champions (1) : - Vainqueur : 1984-85 |  |                                                  |

### Distinctions individuelles
- Meilleur buteur de Serie A en 1978 (24 buts)
- Meilleur buteur de la Coupe du Monde en 1982 (6 buts)
- Meilleur buteur de la Coupe d'Europe des Clubs Champions en 1983 (6 buts)
- Meilleur buteur de Série B en 1976 (16 buts) et en 1977 (21 buts)
- 2e meilleur buteur de Serie A en 1979 (15 buts)
- Élu Ballon d'Or France Football en 1982
- Élu meilleur joueur de la Coupe du Monde en 1982
- Élu meilleur joueur du Série A en 1978
- Élu footballeur européen de l'année en 1982
- Élu Onze d'Or par Onze en 1982
- Champion des Champions mondiaux de l'Équipe en 1982
- Membre de la liste FIFA 100 en 2004